# Rosana (pomme)
Pour les articles homonymes, voir Rosana.

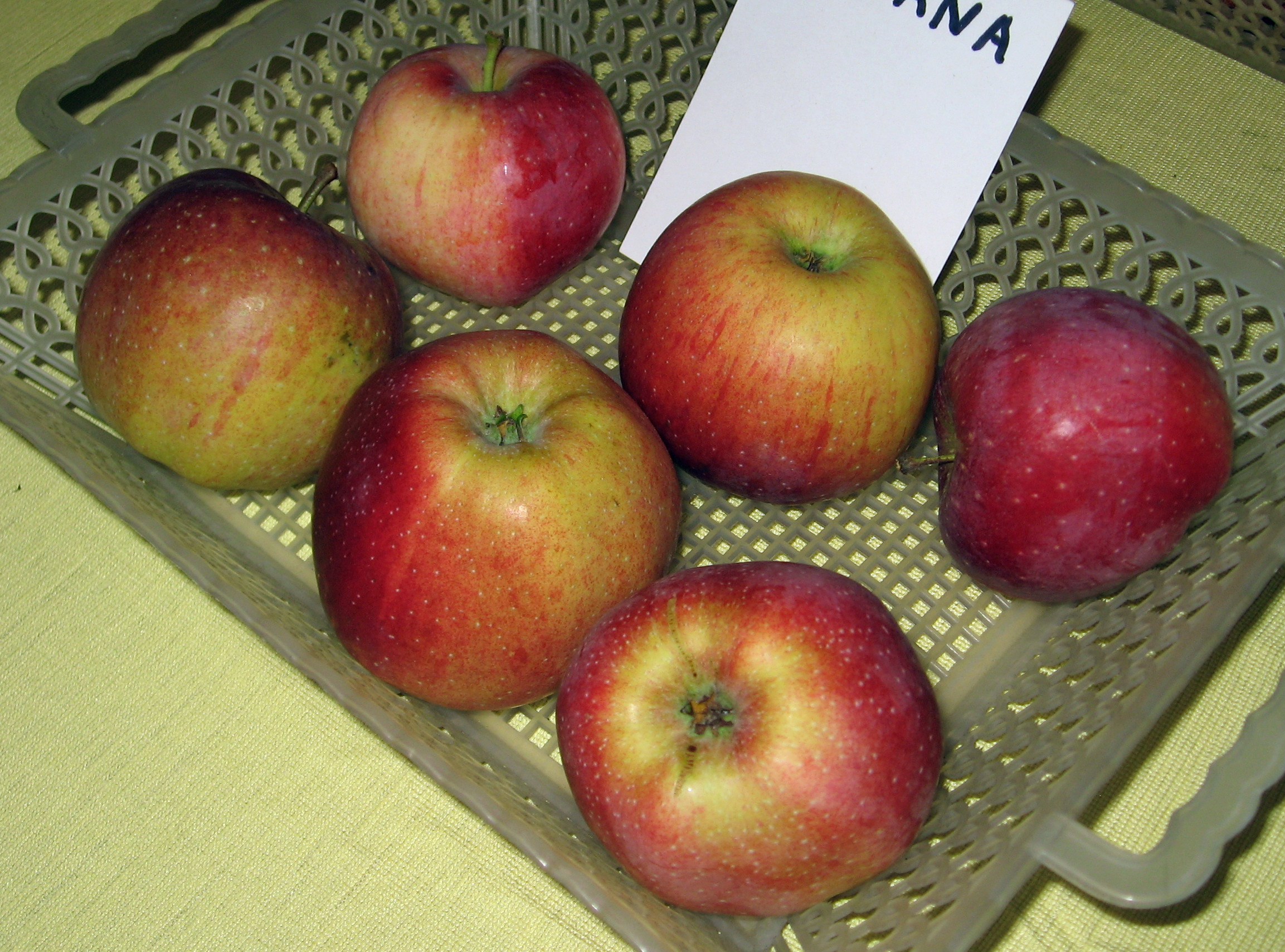
Pommes de la variété Rosana.

Rosana est un cultivar de pommier domestique.

## Origine
Cette variété a été obtenue en 1990, en Tchéquie.

## Parenté
La pomme Rosana résulte du croisement Jolana × Lord Lambourne.

## Maladies
La variété Rosana possède le gène Vf de résistance aux races communes (1 à 5) de tavelure du pommier.